# Freda Warrington
Freda Warrington és una escriptora anglesa, coneguda per les seves novel·les de fantasia èpica, vampirs i naturalesa sobrenatural.
Les seves primeres novel·les, la saga de L'imperi de Gorethia, van ser escrites i publicades quan ella estava acabant la seva adolescència; en els anys que van transcorre van ser publicades nombroses novel·les i una trilogia. Quatre de les seves novel·les (Dark Cathedral, Pagan Moon, Dracula, The Undead, i The Amber Citadel) han sigut nominades pels premis Millor Novel·la de la British Fantasy Society. Warrington també ha publicat nombrosos relats curts en antologies i revistes.
Va néixer a Leicester, encara que Warrington va créixer a Leicestershire. Després de completar el batxillerat, va estudiar al Loughborough College of Art and Design i després va agafar una feina al Medical Illustration Department of Leicester Royal Infirmary. Al final va passar a dedicar-se exclusivament a escriure, una passió que havia tingut des de la infància. A més d'escriure, Warrington treballa a temps parcial al Charnwood Forest.

## Novel·les
- L'imperi de Gorethia (saga)
  - La merla de l'esperança (1986)
  - La merla a les tenebres (1986)
  - La merla i la màgia (1987)
  - La merla en el crepúscul (1988)
  - Darker than the Storm (1990)
- The Rainbow Gate (1989)
- Taste of Blood Wine (1992)
- Sorrow's Light (1993)
- A Dance in Blood Velvet (1994)
- The Dark Blood of Poppies (1995)
- Dark Cathedral (1996)
- Pagan Moon (1997)
- Dracula the Undead (1997)
- The Jewelfire Trilogy
  - The Amber Citadel (1999)
  - The Sapphire Throne (2000)
  - The Obsidian Tower (2001)
- The Court of the Midnight King (2003)
- Guiltless Blood (2003)